# Wereldkampioenschappen schaatsen afstanden 2015 - Ploegenachtervolging mannen
De ploegenachtervolging mannen op de wereldkampioenschappen schaatsen afstanden 2015 werd gereden op vrijdag 13 februari 2015 in het ijsstadion Thialf in Heerenveen, Nederland.
De Nederlandse mannen waren de regerend Olympisch en wereldkampioen en wonnen ook een van de drie wedstrijden voor de wereldbeker schaatsen 2014/2015 - Ploegenachtervolging mannen. De Poolse mannen wonnen ook een wedstrijd waar de Zuid-Koreanen de derde wedstrijd en het klassement wonnen. De favoriete Nederlandse mannen wonnen opnieuw de wereldtitel.

## Plaatsing
De regels van de ISU schrijven voor dat er maximaal acht ploegen zich plaatsen voor het WK op deze afstand. Geplaatst zijn de beste zes landen van het wereldbekerklassement, aangevuld met twee tijdsnelsten. Achter deze acht landen werd op tijdsbasis nog een reservelijst van drie landen gemaakt. Thuisland Nederland was sowieso geplaatst.

## Statistieken

### Uitslag
| #      | Land       | Naam                                                    | Tijd    |
| ------ | ---------- | ------------------------------------------------------- | ------- |
| Goud   | Nederland  | Sven Kramer Koen Verweij Douwe de Vries                 | 3.41,40 |
| Zilver | Canada     | Jordan Belchos Ted-Jan Bloemen Denny Morrison           | 3.44,09 |
| Brons  | Zuid-Korea | Kim Cheol-min Ko Byung-wook Lee Seung-hoon              | 3.44,96 |
| 4      | Rusland    | Sergej Grjaztsov Danila Semerikov Danil Sinitsyn        | 3.46,78 |
| 5      | Italië     | Andrea Giovannini Luca Stefani Nicola Tumolero          | 3.47,07 |
| 6      | Polen      | Zbigniew Bródka Konrad Niedźwiedzki Jan Szymański       | 3.48,94 |
| 7      | Noorwegen  | Håvard Bøkko Fredrik van der Horst Simen Spieler Nilsen | 3.50,58 |
| 8      | Duitsland  | Alexej Baumgärtner Jonas Pflug Marco Weber              | 3.50,76 |

### Loting
| Rit |            |           |
| --- | ---------- | --------- |
| 1   | Noorwegen  | Duitsland |
| 2   | Rusland    | Canada    |
| 3   | Zuid-Korea | Nederland |
| 4   | Italië     | Polen     |

2005 · 
2007 · 
2008 · 
2009 · 
2011 · 
2012 · 
2013 · 
2015 · 
2016 · 
2017 · 
2019 · 
2020 ·
2021 ·
2023 ·
2024 ·
2025